# Fritz Kimm
Fritz Kimm (n. 12 ianuarie 1890, Brașov,  d. 5 mai 1979 Lechbruck am See, Germania) a fost un grafician și pictor german.

## Biografie
Ca elev al liceului german Honterus din Brașov, Fritz Kimm a primit primele lecții de desen din partea profesorului Ernst Kühlbrandt, un cunoscut pedagog de artă și pictor al orașului său natal. Între 1909 și 1914 Kimm a studiat desenul figurativ la profesorul Ede Balló, la academia de arte din Budapesta. În 1914 a fost decorat cu premiul Nadanyi (drept cel mai bun elev de artă al Ungariei) cât și premiul Harkanyi (drept cel mai bun expozant din 40 de concurenți) și a obținut o bursă de studii a statului maghiar.
În timpul primului război mondial Kimm activează ca ofițer în armata austro-ungară, apoi 1918-1920 și în armata regală română. Între 1931 și 1936 a activat ca administrator al moșiei Oltszem lângă Târgu Secuiesc în istorica regiune a secuimii, astăzi județul Covasna.
Fiind prezent și pe scena artistică română, în 1918 a fost decorat cu ordinul regal „Pentru Merite Artistice“ clasa I. În vremea nazismului a participat printre altele și la discutatele expoziții itinerante ale pictorilor de etnie germană din România, care au fost prezentate în Germania între 1942-1944.
Spre sfârșitul celui de al doilea război mondial s-a refugiat din calea Armatei Roșii în direcția vest, a trăit începând cu 1944 în Austria și s-a stabilit în final în 1954 ca grafician și pictor liber profesionist în Germania.

## Opera
În centrul manierei de creație a lui Fritz Kimm, marcată de expresionismul maghiar, stă desenul. Prin schițe de mare virtuozitate a reprezentat atât Carpații cât și traiul și munca țăranului încadrat în peisaj, în scene cu efect foarte spontan și expresiv. A dezvoltat o armonie proprie expresionistă a liniilor.
În imaginile numeroaselor sale desene și opere grafice un rol important îi revine - asemănător ca la Franz Marc - și animalului (cu precădere calul). Nici unul din pictorii ardeleni n-a redat scene cu animale de o asemenea spontaneitate. În desenele cunoscute, de ex. „Muncitor forestier“, „Îmblânzitorul de cai“ sau „Ulița satului“ este eliminată iluzia spațială central-perspectivică, fiind păstrată însă în mare măsura realitatea expresionistă.
Kimm însuși s-a considerat în evoluția sa ulterioară ca artist influențat printre alții mai ales de Alfred Sohn-Rethel, Ferdinand Hodler și Egon Schiele, pe care i-a considerat drept modele.